# Listă de filme: Z
| Listă de filme                                          | Listă de filme | Listă de filme | Listă de filme | Listă de filme | Listă de filme | Listă de filme |
| ------------------------------------------------------- | -------------- | -------------- | -------------- | -------------- | -------------- | -------------- |
| #                                                       | A              | B              | C              | D              | E              | F              |
| G                                                       | H              | I              | J · K          | L              | M              | N · O          |
| P                                                       | Q · R          | S · Ș          | T · Ț          | U · V          | W · X          | Y · Z          |
| Această infocasetă: vizualizare • discuție • modificare |                |                |                |                |                |                |

Aceasta este o listă de filme care încep cu litera Z.
- Zabriskie Point
- Zăpăcilă se însoară
- Zbor deasupra unui cuib de cuci
- Ziua independenței
- Ziua în care Pământul s-a oprit
- Ziua Îndrăgostiților
- Zorro

## Z
- Z (1969)
- Zaat (1972)
- Zabriskie Point (1970)
- Zachariah (1971)
- Zack and Miri Make a Porno (2008)
- Zamaanat (2007)
- Zandalee (1991)
- Zanjeer (1973)
- Zapata: The Dream of a Hero (2004)
- Zapped Again! (1990)
- Zapped! (1982)
- Zapruder film (1963)
- Zarak (1956)
- Zardoz (1974)
- Zathura (2005)
- Zatōichi (2003)
- Zazel: The Scent of Love (1996)
- Zazie in the Metro (1960)
- Zdroj (2005)
- Zebrahead (1992)
- Zebraman (2007)
- A Zed & Two Noughts (1985)
- Zeder (1983)
- Zegen (1987)
- Zeisters (1986)
- Zelda (1993) (TV)
- Zelig (1983)
- Zen Noir (2006)
- Zenobia (1939)
- Zenon series:
  - Zenon: Girl of the 21st Century (1999) (TV)
  - Zenon: The Zequel (2001) (TV])
  - Zenon: Z3 (2004) (TV)
- Zéro de conduite (1933)
- Zero Dark Thirty (2012)
- Zero Day (2003)
- Zero Effect (1998)
- Zero Hour! (1957)
- Zero Patience (1993)
- Zero Tolerance (1999)
- Zerophilia (2005)
- Zeyda and the Hitman (2004)
- Zhou Yu's Train (2002)
- Zidane: A 21st Century Portrait (2006)
- Ziegfeld Follies (1946)
- Ziegfeld Girl (1941)
- Zigeunerweisen (1980)
- Zinda (2006)
- Zindagi Na Milegi Dobara (2011)
- The Zodiac (2006)
- Zodiac (2007)
- Zodiac: The Race Begins (2006)
- Zoltan, Hound of Dracula (1978)
- Zombi series:
  - Zombi (1978)
  - Zombi 2 (1979)
  - Zombi 3 (1988)
- The Zombie Diaries (2008)
- Zombie Genocide (1993)
- Zombie High (1987)
- Zombie Holocaust (1979)
- Zombie Honeymoon (2004)
- Zombie Lake (1981)
- Zombie Nation (2004)
- Zombie Nightmare (1986)
- Zombie Strippers (2008)
- Zombiegeddon (2003)
- Zombieland (2009)
- Zombies of the Stratosphere (1952)
- Zoo (2007)
- Zookeeper (2011)
- Zoolander (2001)
- Zoom (2006)
- Zoop in Africa (2005)
- Zoop in India (2006)
- Zoot Suit (1981)
- Zorba the Greek (1964)
- Zorro's Black Whip (1944)
- Zorro's Fighting Legion (1939)
- Zorro, The Gay Blade (1981)
- Zozo (2005)
- Zu Warriors (2001)
- Zu Warriors from the Magic Mountain (1983)
- Zubeidaa (2001)
- Zulu (1964)
- Zulu Dawn (1979)
- Zurdo (2003)
- Zvenigora (1928)
- Zvezda (2002)
- Zwei Frauen (1989)
- Zyzzyx Road (2006)
- Zzyzx (2006)

| Listă de filme                                          | Listă de filme | Listă de filme | Listă de filme | Listă de filme | Listă de filme | Listă de filme |
| ------------------------------------------------------- | -------------- | -------------- | -------------- | -------------- | -------------- | -------------- |
| #                                                       | A              | B              | C              | D              | E              | F              |
| G                                                       | H              | I              | J · K          | L              | M              | N · O          |
| P                                                       | Q · R          | S · Ș          | T · Ț          | U · V          | W · X          | Y · Z          |
| Această infocasetă: vizualizare • discuție • modificare |                |                |                |                |                |                |